# Tiedra
Tiedra est une commune de la province de Valladolid dans la communauté autonome de Castille-et-León en Espagne.

## Sites et patrimoine
Les édifices les plus caractéristiques de la commune sont :
- Château de Tiedra (es).

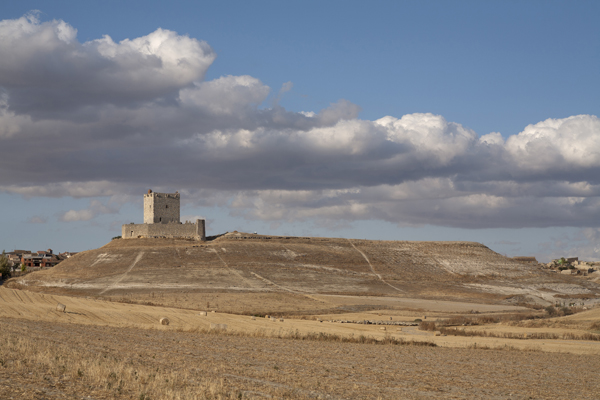
Château de Tiedra.
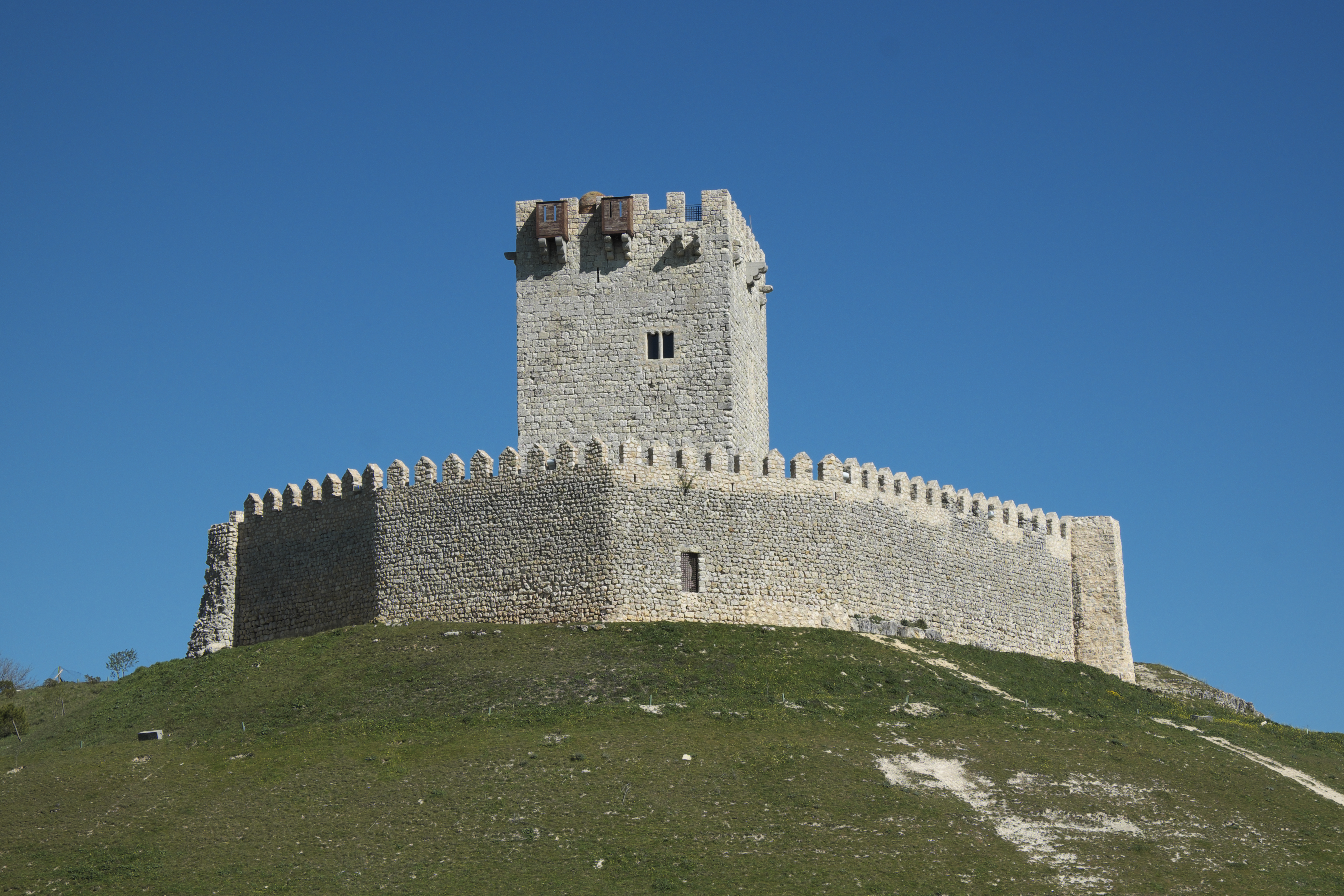
Château de Tiedra.
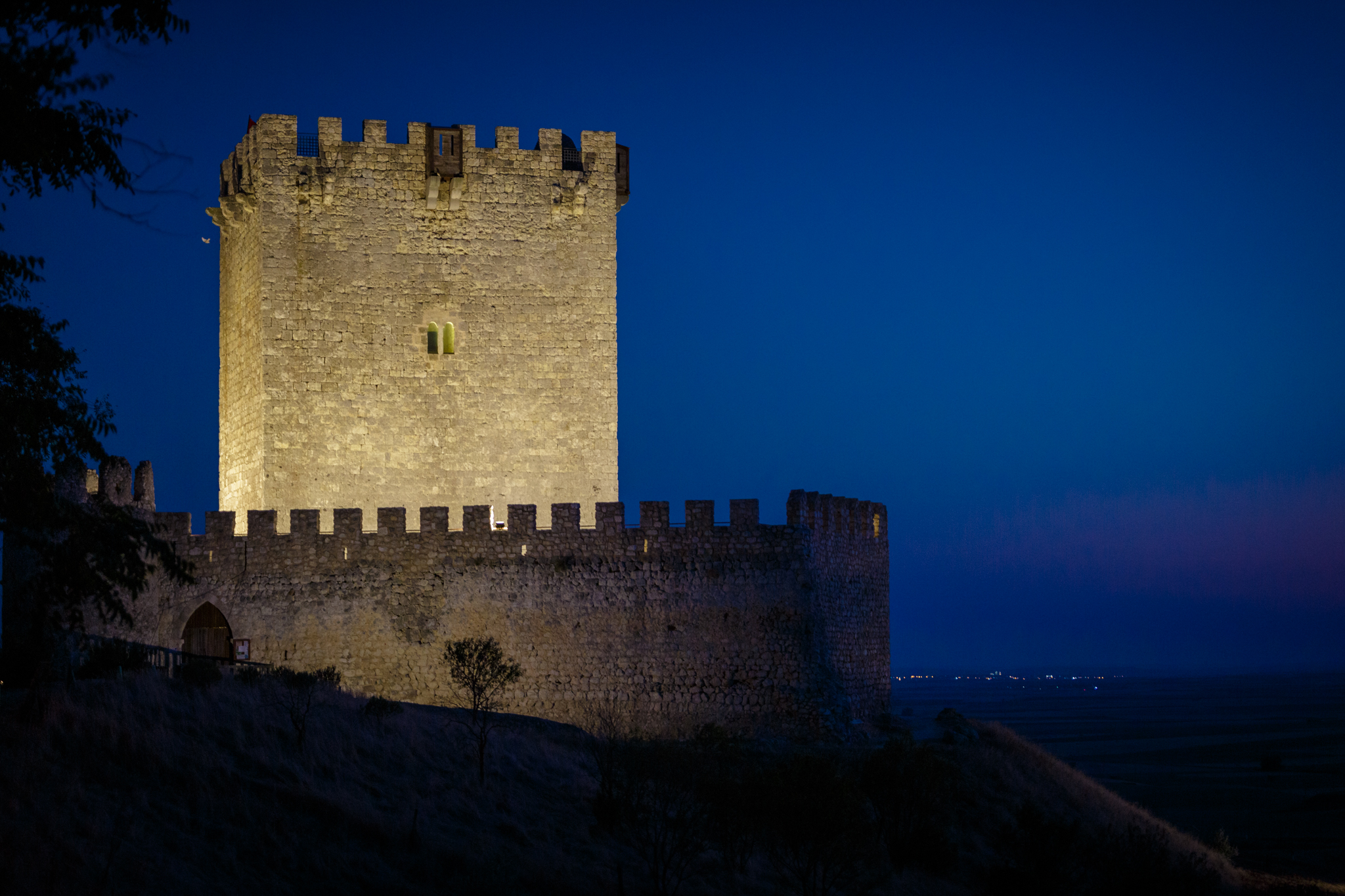
Château de Tiedra.

- Église San Miguel.
- Église San Pedro.
- Église El Salvador.
- Chapelle Nuestra Señora de Tiedra Vieja.

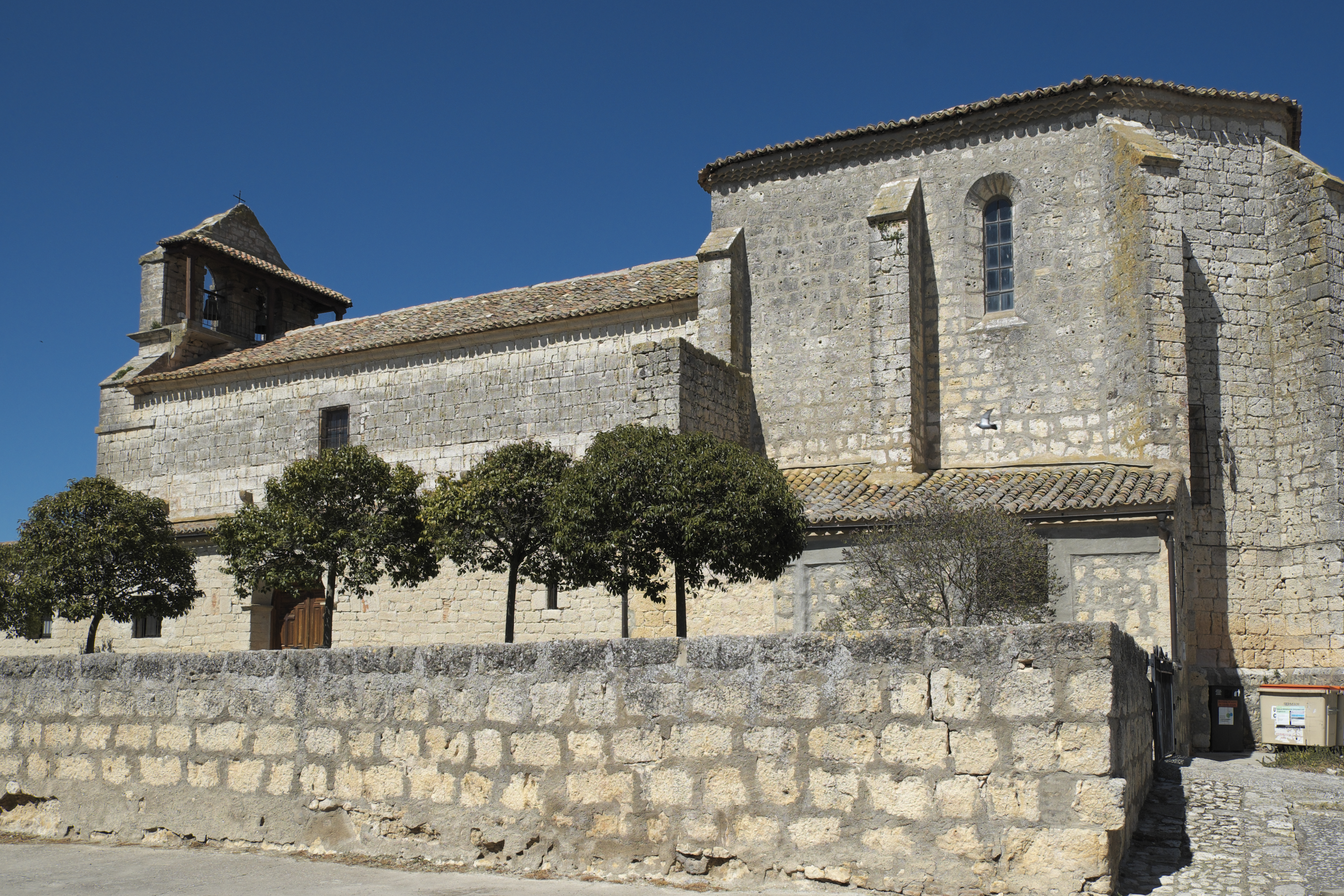
Église El Salvador.
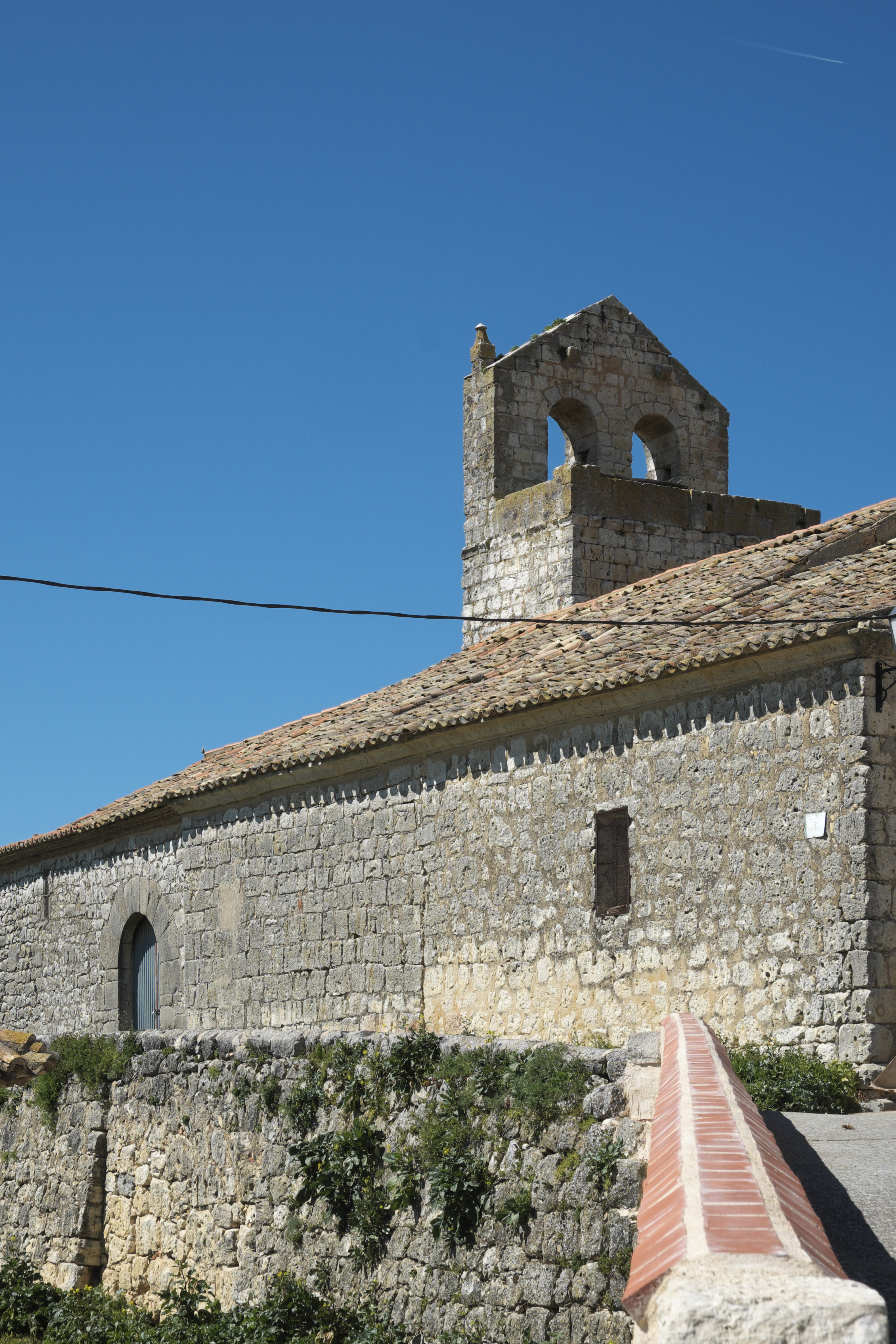
Église San Miguel.
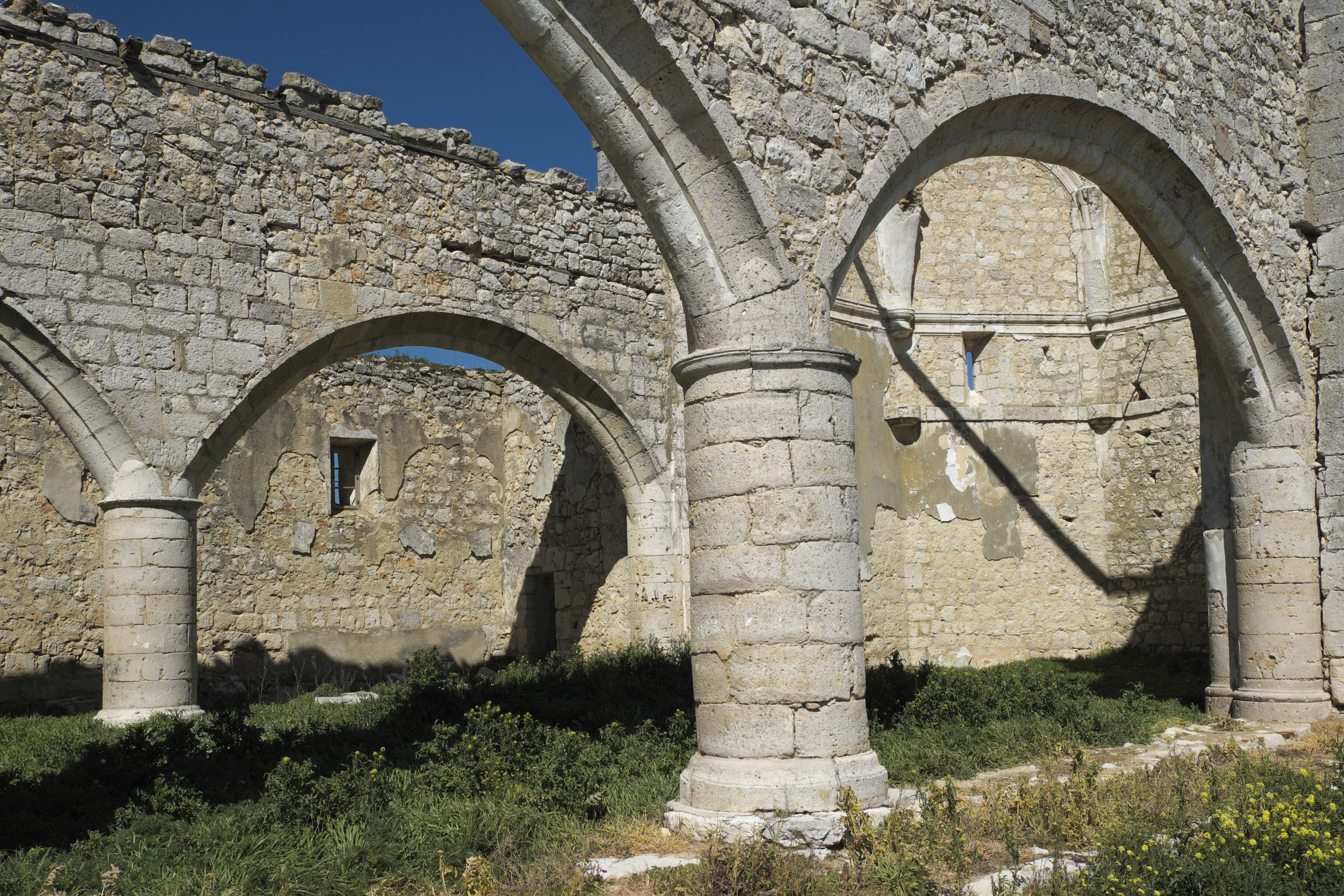
Église San Pedro.

- Casa - Museo "El Hereje de Tiedra".

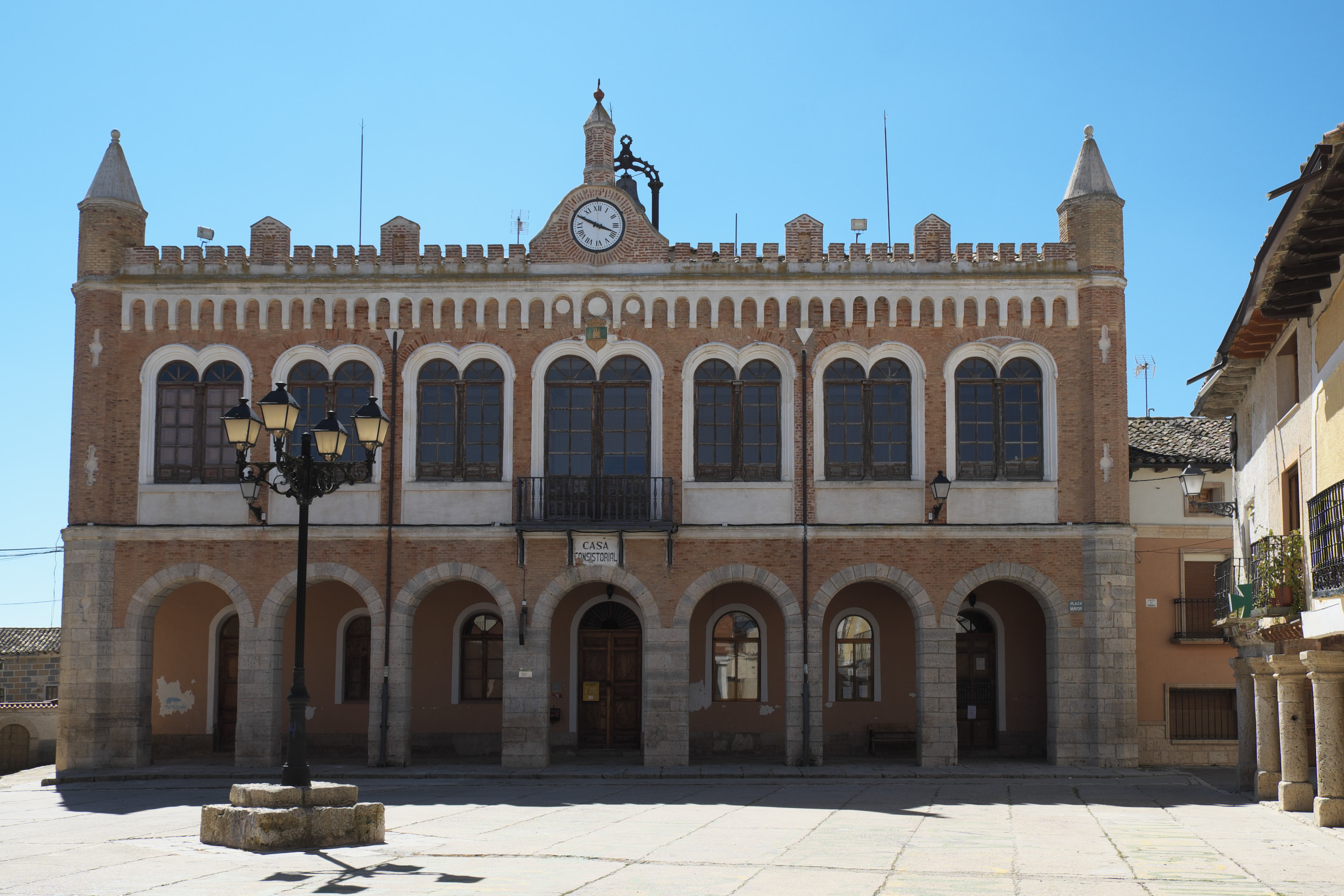
Hôtel de ville.
- Cerro de la Ermita.
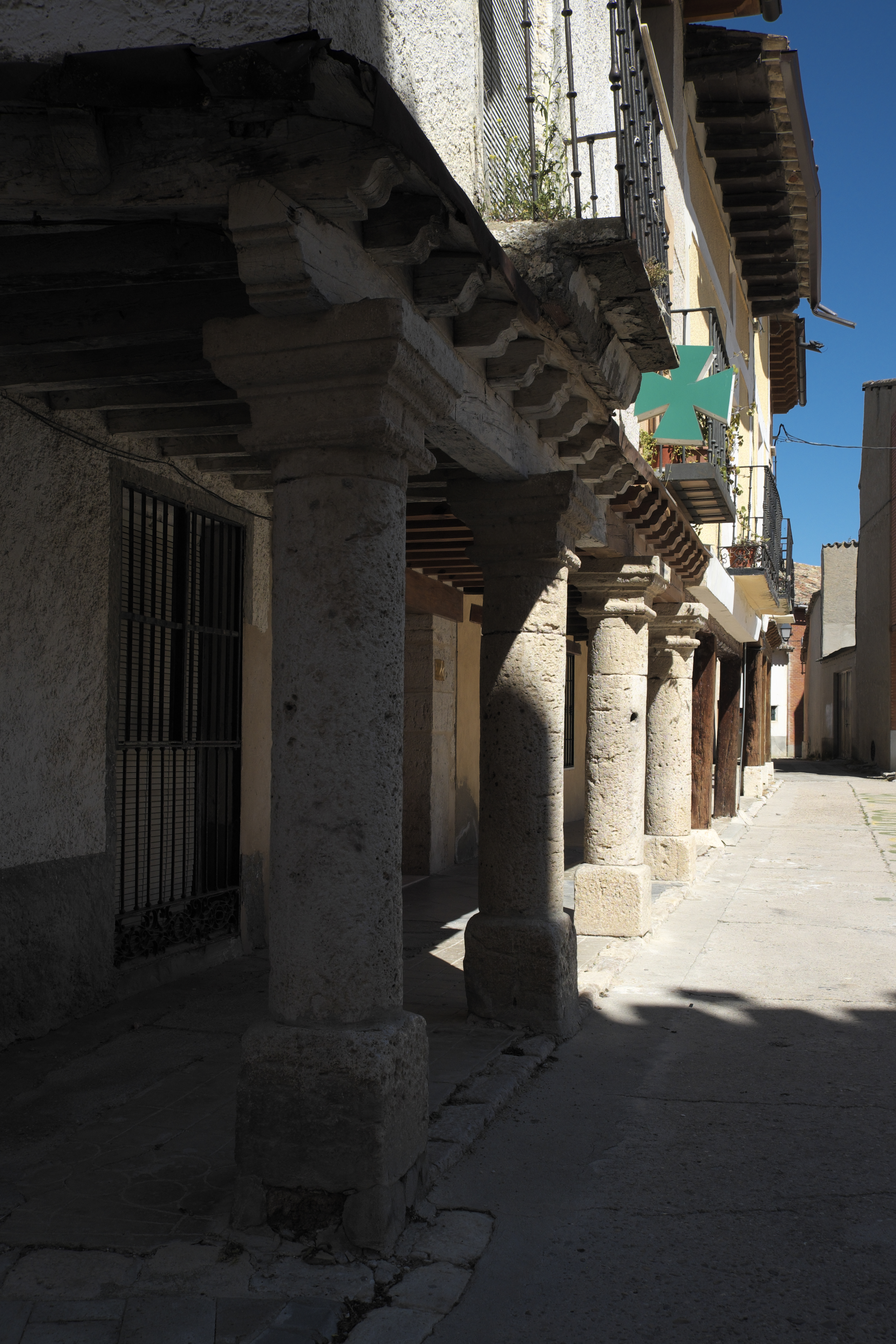
Plaza Mayor.
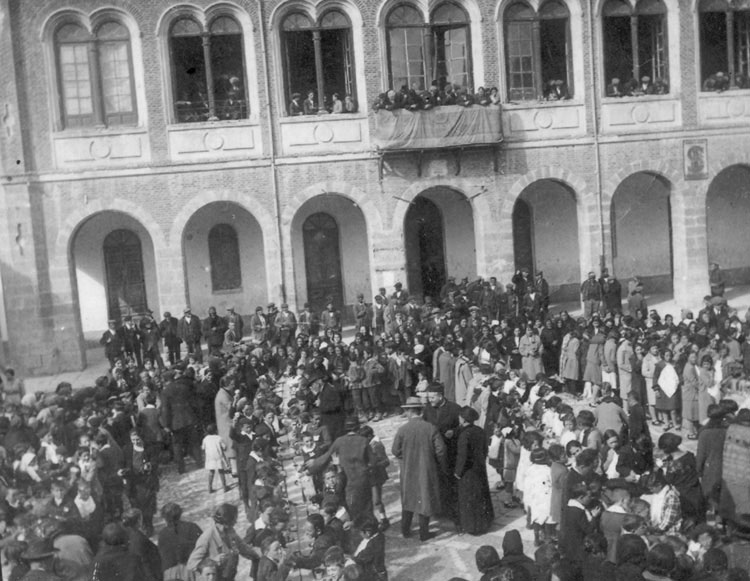
Près de l'hôtel de ville, un jour de fête. Fondation Joaquín Díaz.

- Pósito.

- Hôtel de ville.
- Plaza Mayor.
- Près de l'hôtel de ville, un jour de fête.
Fondation Joaquín Díaz.